# Júnio Basso Teotécnio
Júnio Basso Teotécnio (em latim: Iunius Bassus Teotecnius) foi um oficial romano do século IV, ativo durante o reinado do imperador Constâncio II (r. 337–361). Era filho de Júnio Ânio Basso, cônsul em 331, e nasce em junho de 317. Era cristão e deve ter-se batizado em seu leito de morte. Sua carreira é conhecida a partir de suas inscrições, uma delas colocada em 18 de julho de 364 numa sala de uma grande vila perto de Água Viva, talvez uma vila de sua propriedade, e duas encontradas em seu sarcófago.
Segundo uma das inscrições era homem claríssimo, conde da primeira ordem (comes primi ordinis), vigário de Roma, prefeito urbano de Roma e juiz representante do imperador. Seus primeiros dois ofícios são conhecidos apenas a partir da inscrição e nada mais se sabe sobre eles. Quando aos últimos, faleceu em ofício, em 25 de agosto de 359.